# 住田育法

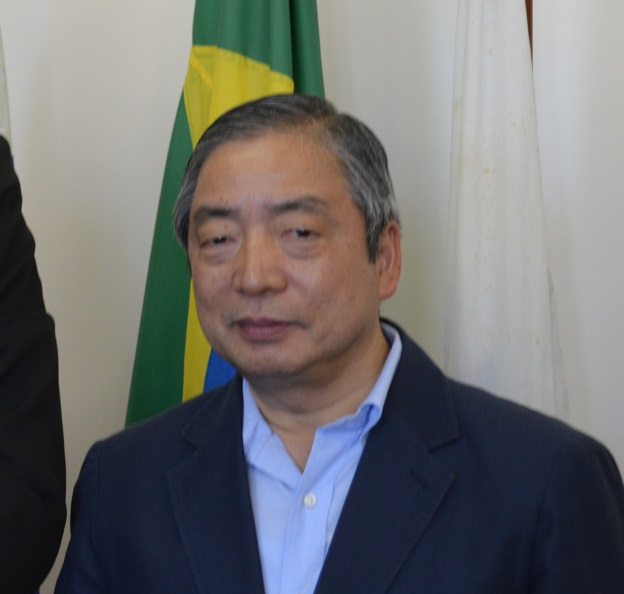
person snapshot, Prof. Ikunori Sumida at Reitoria, UFF　2012.

- 住田 育法 (すみだ いくのり Ikunori SUMIDA、1949年 - ) は、日本の地域研究者。京都外国語大学名誉教授。

## 人物

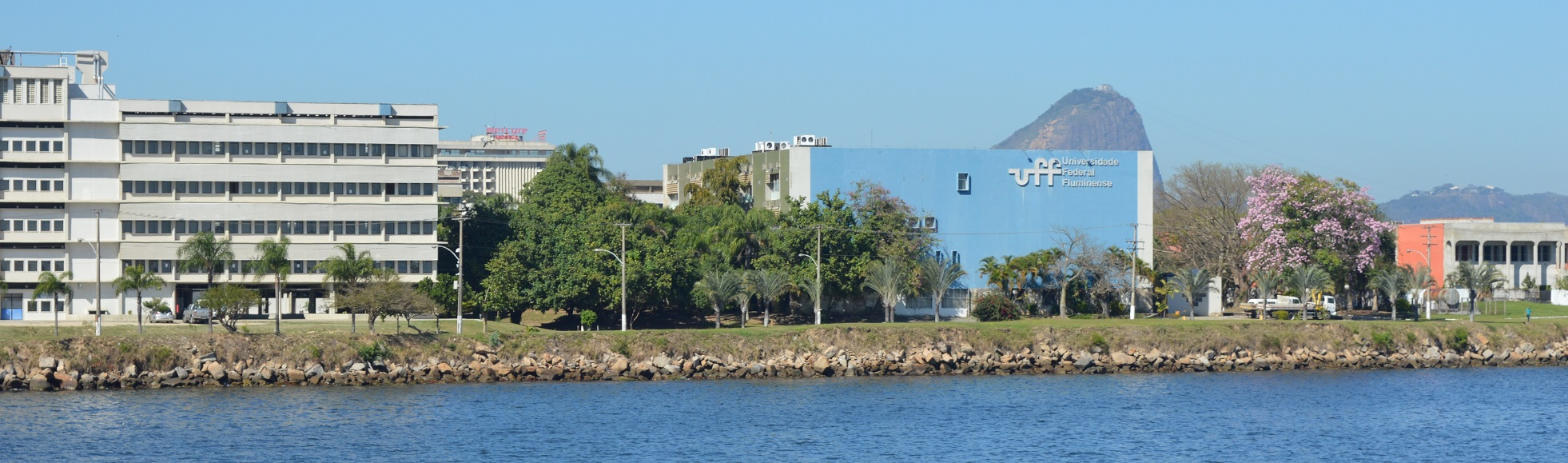
View of the Faculty of Letters Campus of Universidade Federal Fluminense (UFF) from Bay.

広島県生まれ。1964年呉市立二河中学校卒業。1967年広島県立呉工業高等学校（KUREKO）卒業。1971年京都外国語大学卒業。1975年京都外国語大学大学院修士課程修了。1973-1974年ブラジル国フルミネンセ連邦大学 (UFF) 大学院に留学、マクシミアーノ・カルヴァーリョ・イ・シルヴァ　(Maximiano Carvalho e Silva) 教授の指導により論文を執筆。1972-1975年同志社大学大学院経済学部委託生として今西正雄教授に師事。 1975年京都外国語大学助手に採用される。同大学専任講師、助教授、教授を経て、1992年同大学ブラジルポルトガル語学科主任。同大学大学院博士課程教授、言語文化領域担当。京都外国語大学ラテンアメリカ研究所客員研究員。ラテン・アメリカ政経学会会員。日本ラテンアメリカ学会会員。京都ラテンアメリカ文化協会常任理事。リスボン地理学協会 (Sociedade de Geografia de Lisboa) 会員 (sócio)。

### 受賞歴

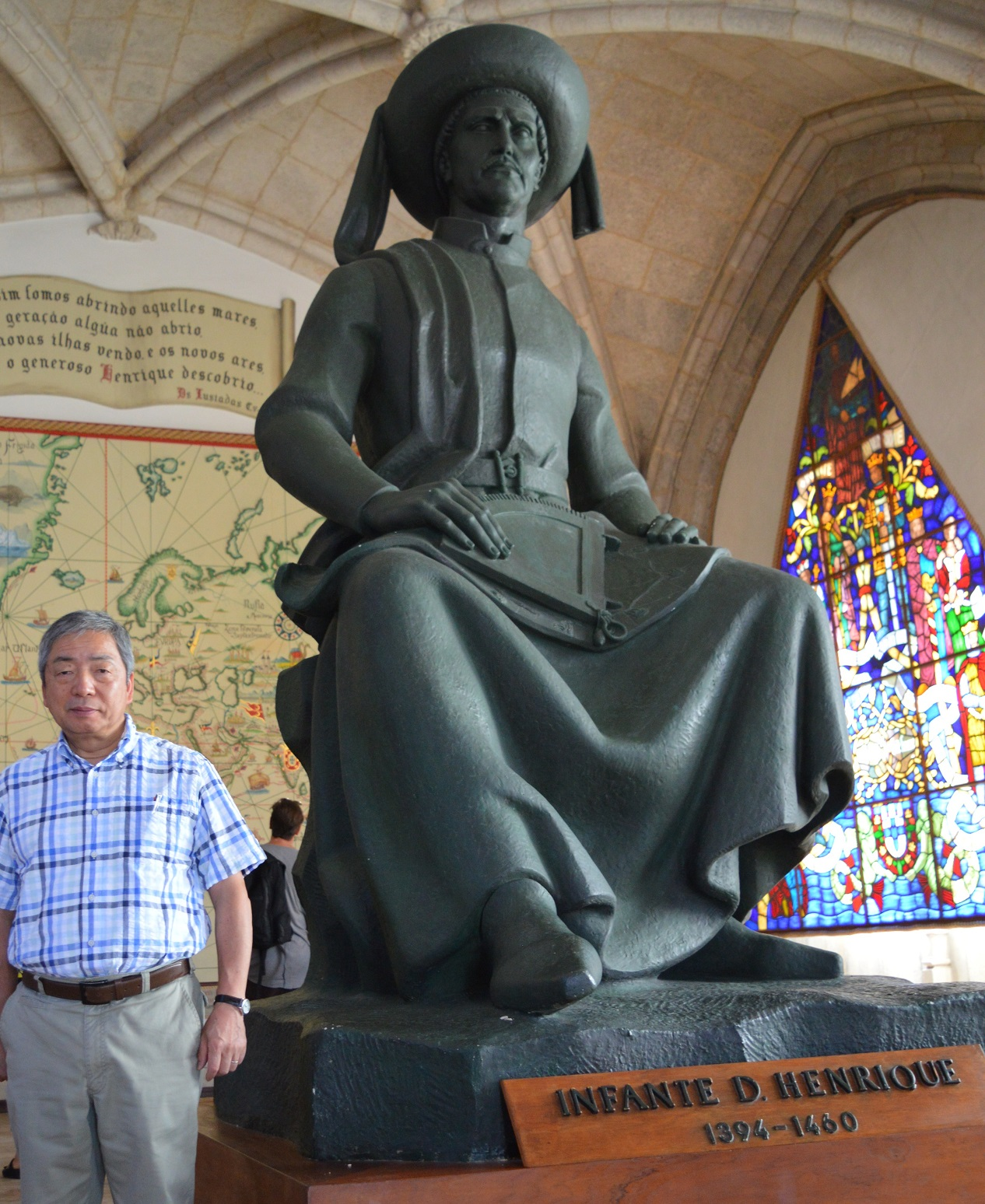
snapshot, Statue of Prince Henry the Navigator in the Maritime Museum of Lisbon.

- ポルトガル共和国エンリケ航海王子勲章コメンダドール章　2000

### 要人面談
- イベロアメリカ諸国教育科学文化機構 (OEI) 取締会ポルトガル  代表アナ・パウロ・ラボリーニョ (Ana Paula Laborinho) に面談　京都2025

- リスボンの東洋財団美術館 (Fundação Oriente Museu)のジョアナ・ベラルド・ダ・  フ ォンセカ ( Joana Belard da Fonseca) 副館長に面談　リスボンの美術館　2023[5]
- ポルトガル語圏諸国共同体 (CPLP) マリア・ド・カルモ・シルヴェイラ(Maria do Carmo Silvela) 事務総長に面談　京都　2017
- ポルトガルのペドロ・パッソス・コエーリョ  (Pedro Passos Coelho[6]) 首相に面談　京都  2015
- ポルトガル日本友好議員連盟副会長のジョアン・ガランバ  (João Galamba) ポルトガル国会議員に面談　京都  2015
- ルーラ研究所パウロ・オカモト (Paulo Okamotto[7])  所長に面談　サンパウロのルーラ研究所 (Instituto Lula[8])  2014

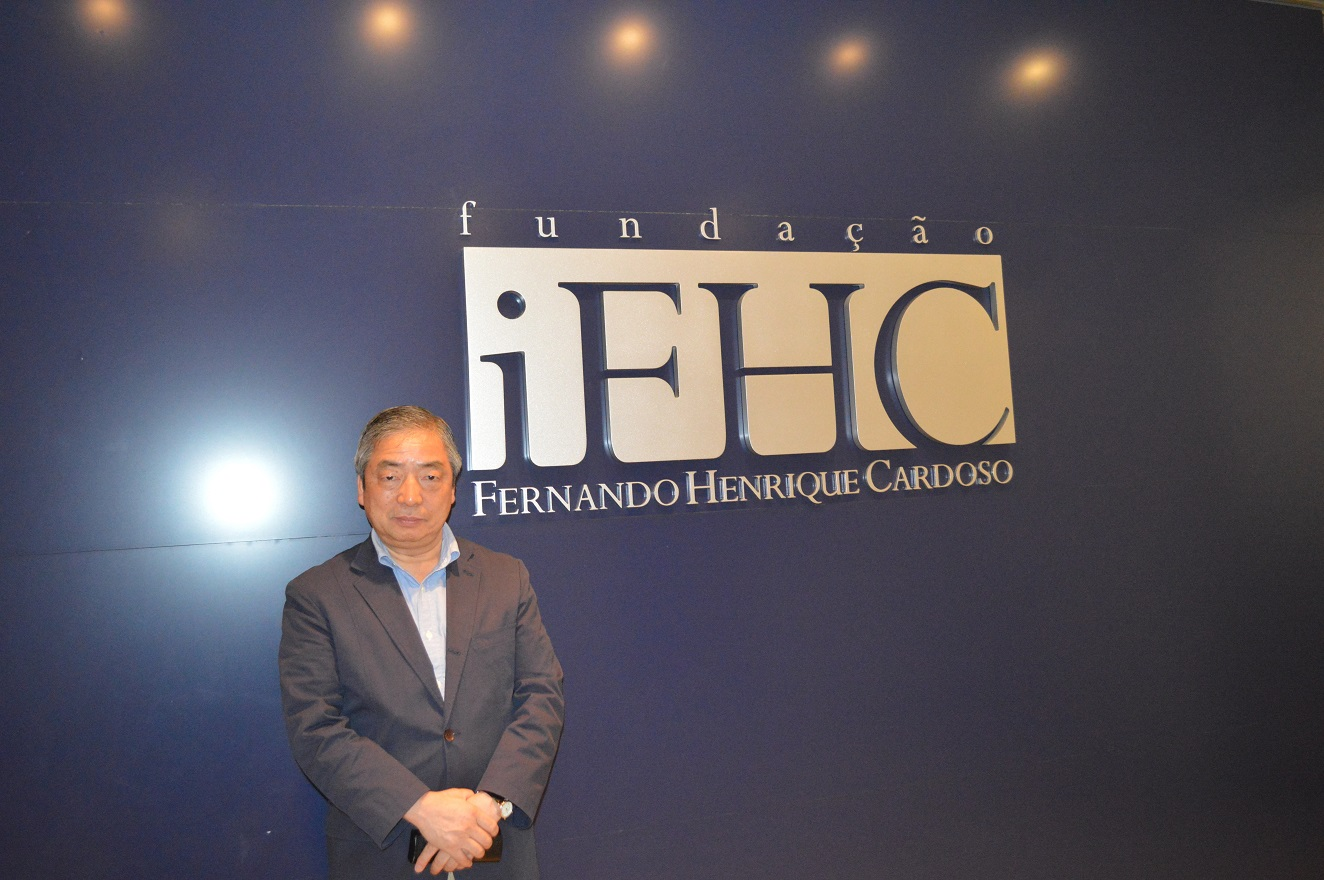
snapshot, visit to the Fernando Enrique Cardoso Foundation (FFEC) in São Paulo.

- 元ブラジル大統領フェルナンド・エンリッケ・カルドーゾ氏に面談　サンパウロのフェルナンド・エンリッケ・カルドーゾ財団 (FFHC [9])  2011
- ブラジル政界のオピニオンリーダーのジョゼ・ジアノッティ  (José Giannotti[10]) サンパウロ大学 (USP) 名誉教授に面談　京都  2011
- ルーラ政権の元報道官アンドレ・シンジェル  (André Singer[11]) サンパウロ大学教授に面談　サンパウロ大学　2011
- ブラジル文学アカデミー (ABL) 会員 2015年～ 会長-Presidente [12] ドミーシオ・プロエンサ  (Domício Proença[13]) フルミネンセ連邦大学名誉教授に面談　リオデジャネイロ　2011

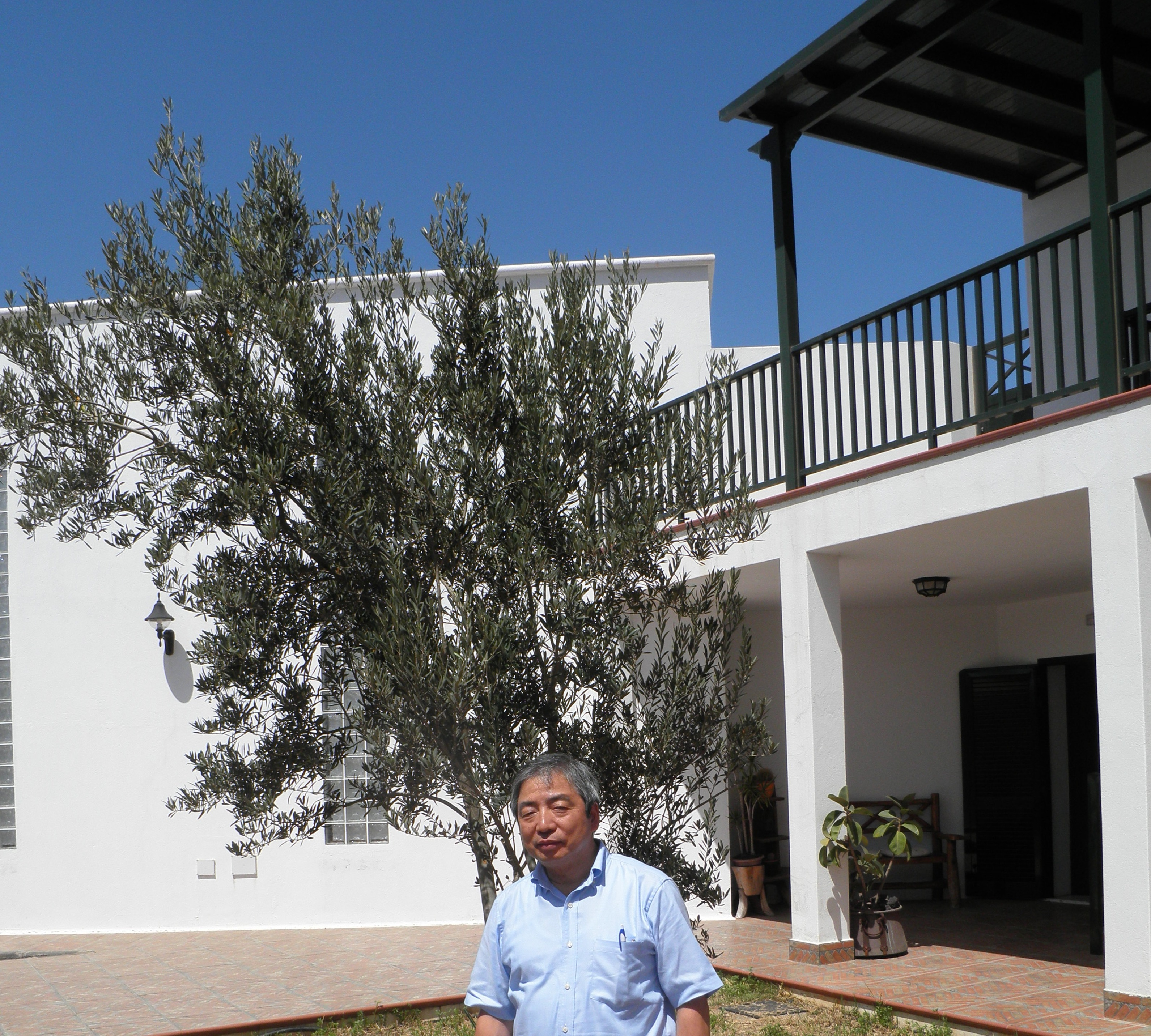
snapshot by the olive tree in Saramago's house in Lanzarote, writer Saramago, "transplanted tree from his hometown village in Portugal and always looked at it". 2010

- ポルトガルのノーベル文学賞作家ジョゼ・サラマーゴご逝去・弔問のためピラール・デル・リオ (Pilar del Río) 未亡人に面談　スペイン領カナリア諸島ランサローテ島　2010
- ネルソン・ペレイラ・ドス・サントス映画監督[14] フルミネンセ連邦大学名誉教授に面談　京都 2010
- ルーラ政権の前大統領特別補佐官ベルナルド・クシンスキ  (Bernardo Kucinski[15])  サンパウロ大学教授に面談　サンパウロ大学  2009
- ルーラ政権の外交問題担当のマルコ・アウレリオ・ガルシア  (Marco Aurélio Garcia[16])  大統領特別補佐官に面談　ブラジリア大統領府　2009
- ルーラ政権の人権特別庁ニウマーリオ・ミランダ  (Nilmário Miranda[17]) 元長官に面談　ポルトガル、セトゥーバル  2009
- ポルトガルのノーベル文学賞作家ジョゼ・サラマーゴ (José Saramago[18]) 氏に面談　スペイン領カナリア諸島ランサローテ島  2007
- ブラジル女優フェルナンダ・モンテネグロ夫妻に面談　リオデジャネイロ[19]　1995

## 研究活動
南米のブラジルをはじめとする ポルトガル語諸国共同体 (CPLP) の歴史や文化、地域研究、外国語としてのポルトガル語教育を専門とする。

### 講演

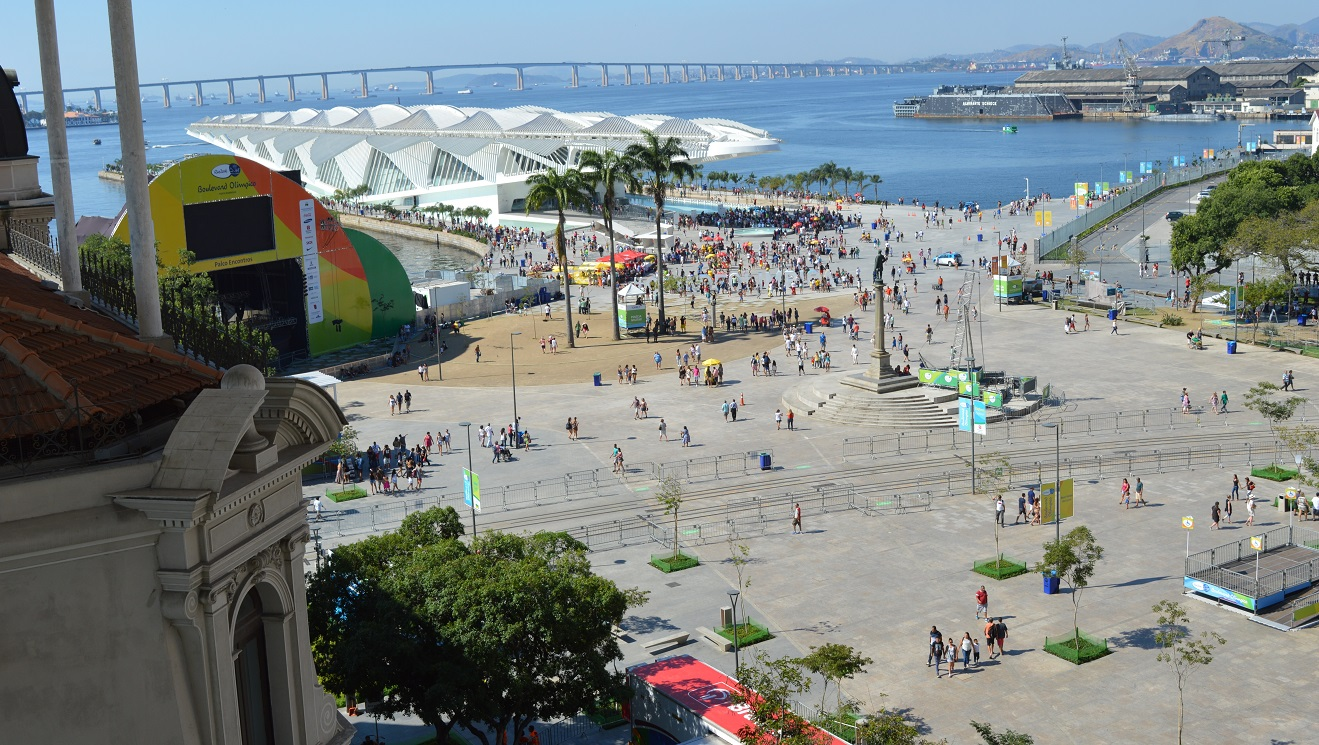
snapshot, Around Mauá Square of "Porto Maravilha" redeveloped for the Olympic Games Rio in 2016.

- 「ポルトガル語圏ブラジルの古都の魅力とリオ五輪への期待」[20] 大阪日本ポルトガル協会（第85回例会）2016

### 国際学会での発表
- 「Entre idas e vindas: experiências de ensino da língua portuguesa no universo japonês (日本におけるポルトガル語教育の経験から)」 マカオ大学、第3回ポルトガル語研究世界シンポジウム(SIMELP) 2011

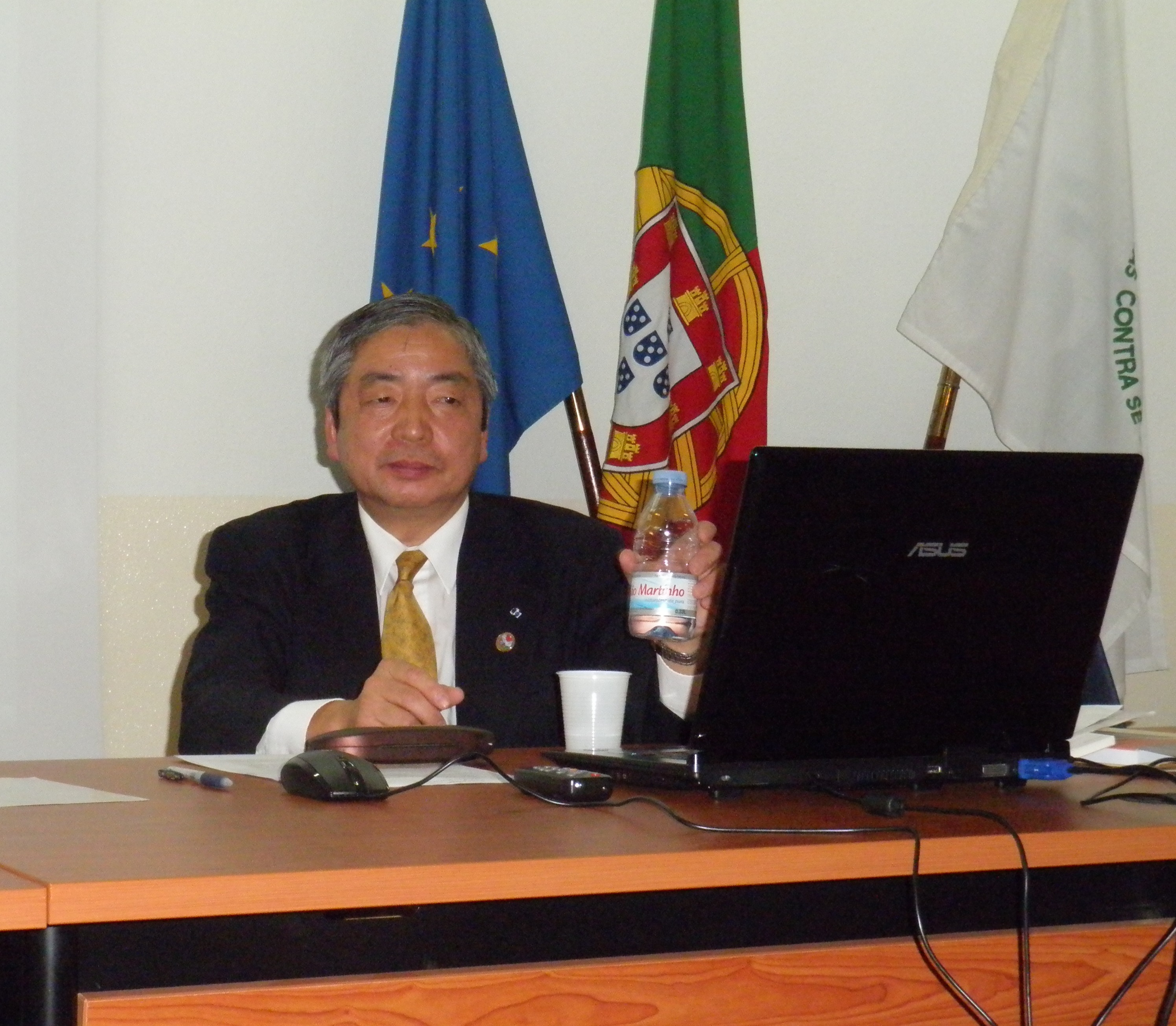
snapshot, International Conference Commemorating the 150th Anniversary of Politics-Japan Diplomatic relations between Japan and Portugal at Universidade NOVA de Lisboa, 2010.

- 「Cultura Nanban e o ensino da língua portuguesa em Quioto (南蛮文化と京都におけるポルトガル語教育)」リスボン新大学 Portugal – Japão: 150 Anos Colóquio Internacional (ポルトガル日本修好150周年記念国際会議) 2010
- 「Globalização e as Estratégias locais: Ordem e Progresso vs Justiça Social (グローバリゼーションとローカル戦略―秩序と進歩 vs. 社会正義)」ブラジル地理統計院 (IBGE)・国立科学統計学校 (Escola Nacional de Ciências Estatísticas) 2008
- 「Problemas Urbanos e o Papel da Política no Brasil: Um estudo histórico (ブラジルにおける都市問題と政治の役割―１つの歴史研究―)」第13回ラテンアメリカ・カリブ海研究国際連盟(FIEALC)会議 中国マカオ　2007

### 共編著
- 牛島万共編著『ラテンアメリカをめぐるグローバル経済圏—「潮と風」と帆船によるポルトガル・スペインのネットワーク』 明石書店、2025

- 牛島万共編著『南北アメリカ研究の課題と展望—米国の普遍的価値観とマイノリティをめぐる論点』 明石書店、2023

- 「ブラジルの起源を探る―セルジオ・ブアルケ・デ・オランダ」小池洋一・子安昭子・田村梨花共編著『ブラジルの社会思想—人間性と共生の知を求めて』現代企画室、2022

- 「テネンティズモとガウーショ―若手将校の武器が変えた社会のしくみ」ほか、伊藤秋仁・岸和田仁編著『ブラジルの歴史を知るための50章』明石書店、2022

- 牛島万共編著『混迷するベネズエラ―21 世紀ラテンアメリカの政治・社会状況』 明石書店、2021

- 「ブラジル帝政」ラテンアメリカ文化事典編集委員会 委員長関雄二『ラテンアメリカ文化事典』丸善出版、2021

- 村上勇介共著「ブラジルにおける争点政治による政党政治の安定化と非エリート層の台頭」村上勇介編『21世紀ラテンアメリカの挑戦―ネオリベラリズムによる亀裂を超えて―』 京都大学学術出版会、2015
- 「戦間期ブラジルの独裁政権とナショナリズムの高揚」根川幸男・井上章一共編『越境と連動の日系移民教育史―複数文化体験の視座―』ミネルヴァ書房、2016
- 「政治の流れ」浜口伸明他計50名共著『新版現代ブラジル事典』新評論、2016
- 伊藤秋仁・富野幹雄共著『ブラジル国家の形成―その歴史・民族・政治― 』晃洋書房、2015

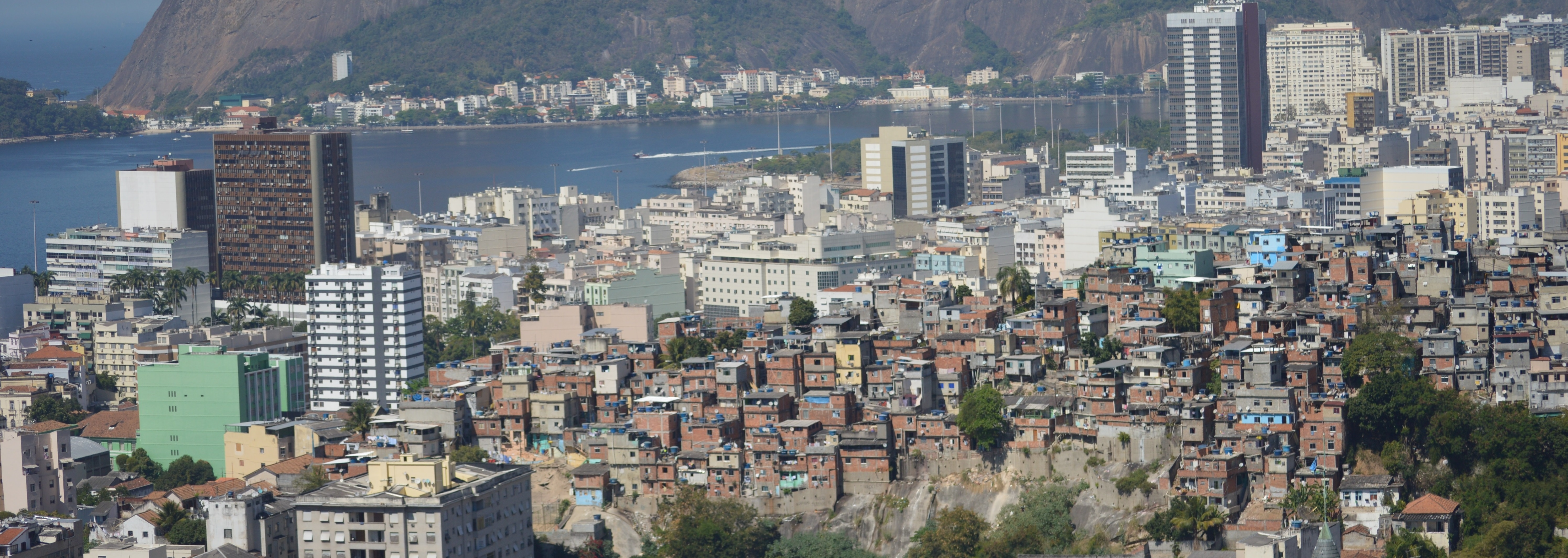
snapshot, Rio's urban problems: differences between luxury residential areas (distant view) and low-income residential areas (close view).

- (監修) 萩原八郎・山崎圭一・田所清克共編『ブラジルの都市問題―貧困と格差を越えて―』春風社、2009
- 南山大学ラテンアメリカ研究センター編『グローバル化時代のブラジルの実像と未来』(同センター研究シリーズ) 行路社、2008
- 疇谷憲洋共著『旅の気分でポルトガル語―ことばでめぐるブラジルとポルトガル―』丸善、2004
- 「シキーニャ・ゴンザーガ－ブラジル大衆音楽 (MPB) の母」加藤隆浩・高橋博幸共編『ラテンアメリカの女性群像―その生の軌跡―』(イスパニア叢書) 行路社、2003
- 富野幹雄共編『ブラジル学を学ぶ人のために』世界思想社、2002
- 金七紀男・高橋都彦・富野幹雄共著『ブラジル研究入門―知られざる大国500年の軌跡―』晃洋書房、2000
- 「ブラジル」国本伊代・中川文雄編著『ラテンアメリカ研究への招待』新評論、1997
- 富野幹雄共著『ブラジル―その歴史と経済―』啓文社、1990
- 富野幹雄共著『ポルトガル語動詞の知識と活用』大学書林、1987
- 「ヴァルガス革命」・「第二次大戦とポプリズモ」山田睦男編『概説ブラジル史』有斐閣、1986

### 翻訳
- ジョゼ・H.ロドリゲス (José Honório Rodrigues[21]) 富野幹雄共訳『ブラジルの軌跡―発展途上国の民族の願望―』(ラテン・アメリカ文化叢書) 新世界社、1982

### 論文
- 「ブラジルにおける民主主義と政治指導者のカリスマ性」国際言語文化学会『国際言語文化』創刊号　2015
- 「O surgimento do governo do Partido dos Trabalhadores e a evolução da democracia no Brasil」京都外国語大学『京都ラテンアメリカ研究所紀要』12号、2012
- 「ブラジル2010年大統領選挙の地域性と労働者党ルラ主義の展開」京都外国語大学『京都ラテンアメリカ研究所紀要』10号、2010
- ディルマ・デ・メロ・シルヴァ共著「Lula, Chávez, Obama: novas lideranças americanas do século XXⅠ (ルーラ、チャベス、オバマ―21世紀南北アメリカの新指導者たち)」京都外国語大学『研究論叢』第73号 2009
- 「旧都リオデジャネイロにおける低所得者層共同体誕生の歴史研究」京都外国語大学『京都ラテンアメリカ研究所紀要』第６号　2006
- 「没後50年目のヴァルガスの評価―20世紀ブラジルの指導者像に関する一考察」京都外国語大学『京都ラテンアメリカ研究所紀要』第４号　2004
- 「2002年大統領選挙を終えて考えるブラジル民主主義の歴史」京都外国語大学『京都ラテンアメリカ研究所紀要』第2号　2002

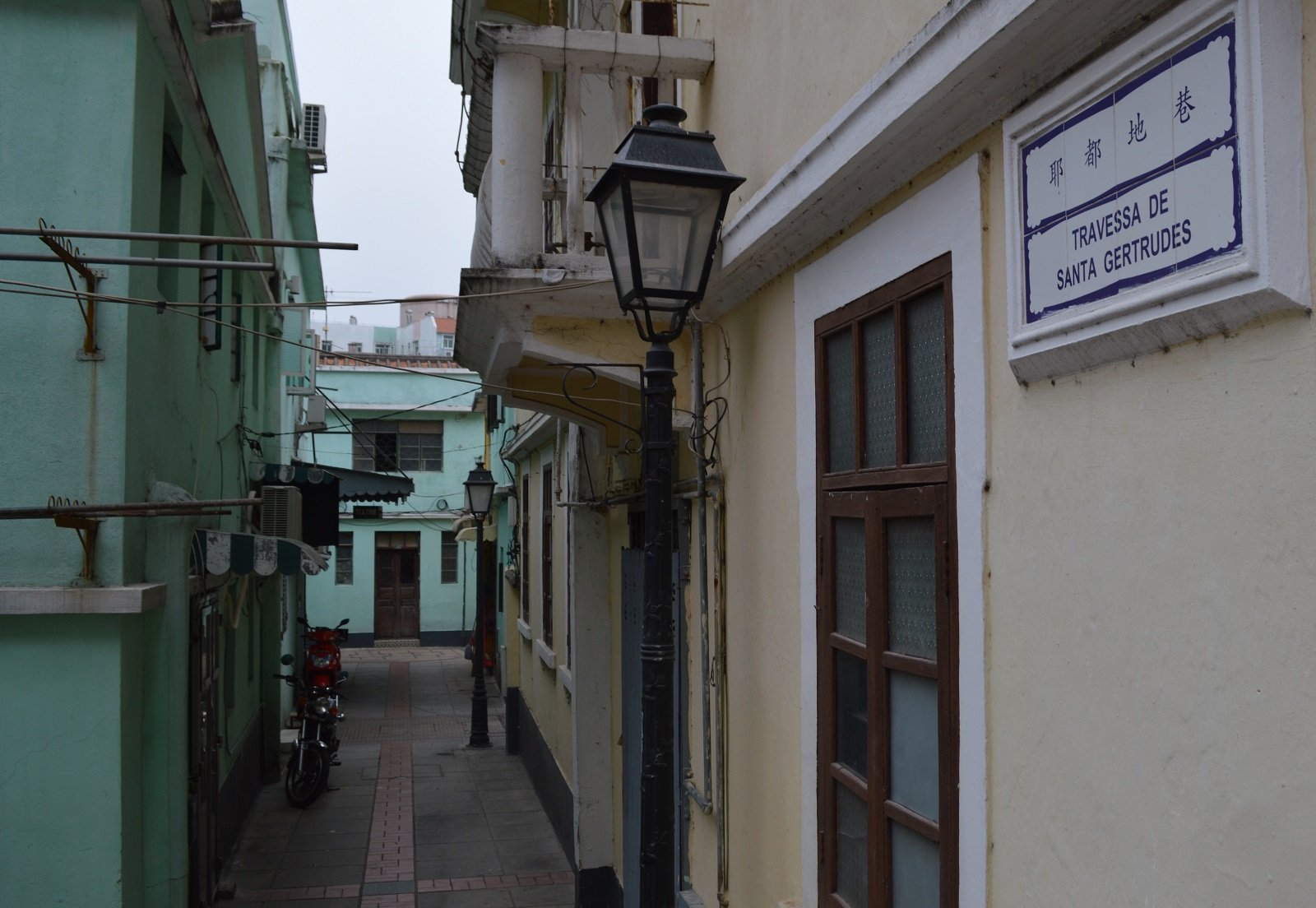
snapshot, Portuguese is the cultural value of Macau, visit Travessa de Santa Gertrudes.

- 「マカオの文化価値－特にポルトガル語教育について－」京都外国語大学『COSMICA』第24号 1995
- 「ブラジリダ－デ」と北東部地方奥地の文化 － ヴァルガス時代を中心として」京都外国語大学『COSMICA』第14号 1985
- 「ポンバル時代のアマゾン地方開発戦略について」京都外国語大学『COSMICA』第13号 1984
- 「ブラジル旧共和政体期の一考察 － そのエリート体制の構造的分析」京都外国語大学『COSMICA』第７号　1978
- 「ブラジル奴隷解放」の歴史的意義」同志社大学『経済学論叢』第24巻1・2・3号 (今西正雄教授古稀記念) 1976
- 「ブラジル語法」と《弱勢代名詞の位置》とについて」京都外国語大学『COSMICA』第5号 1976

### 研究課題・受託研究など
- 「ポルトガル語圏諸国共同体 (CPLP) 主要国の教育政策比較研究」国際言語平和研究所　2016 - 2017

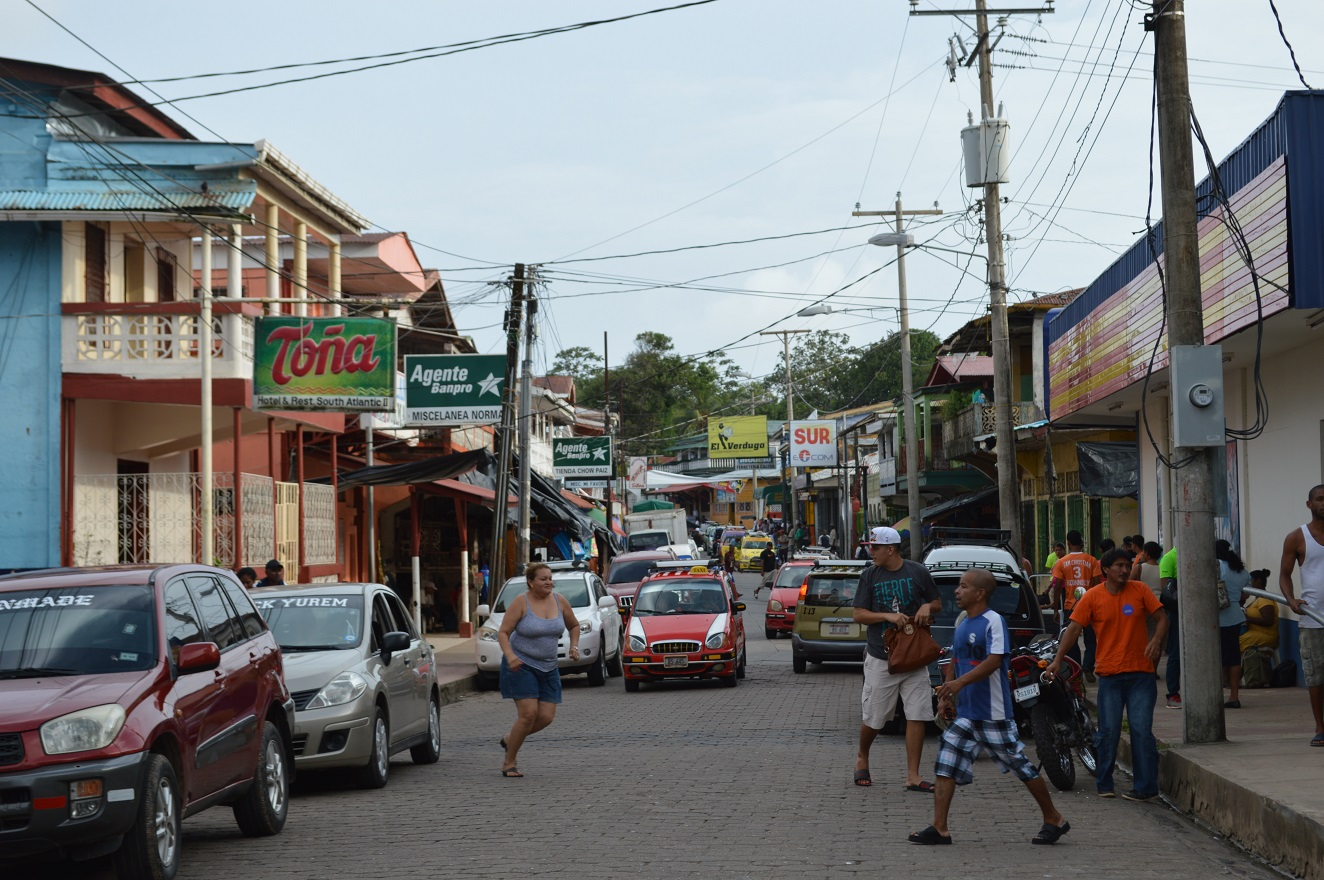
snapshot, Downtown of Bluefields, Caribbean city in Nicaragua.

- 「ニカラグア・大西洋岸における地域開発とアフロ・アメリカ」京都外国語大学ラテンアメリカ研究所　2015 - 2016
- 「ポルトガル語圏ブラジルの民主主義と社会正義実現の軌跡」国際言語平和研究所　2015 - 2016
- 「新興国ブラジル左派政権のポピュリズムと民主主義の展開」国際言語平和研究所　2014 - 2015
- 「ブラジル左派政権のグローバリズムとリージョナリズムの展開に関する調査」2013年度科研共同研究 (代表：村上勇介、京都大学地域研究統合情報センター)
- 「与党労働者党 (PT) ディルマ・ルセフ (ジルマ・ルセフ) 政権の「ルーラ主義」戦略の分析と今後のブラジル政局の展望」2011年度科研共同研究  (代表：村上勇介、京都大学地域研究統合情報センター)

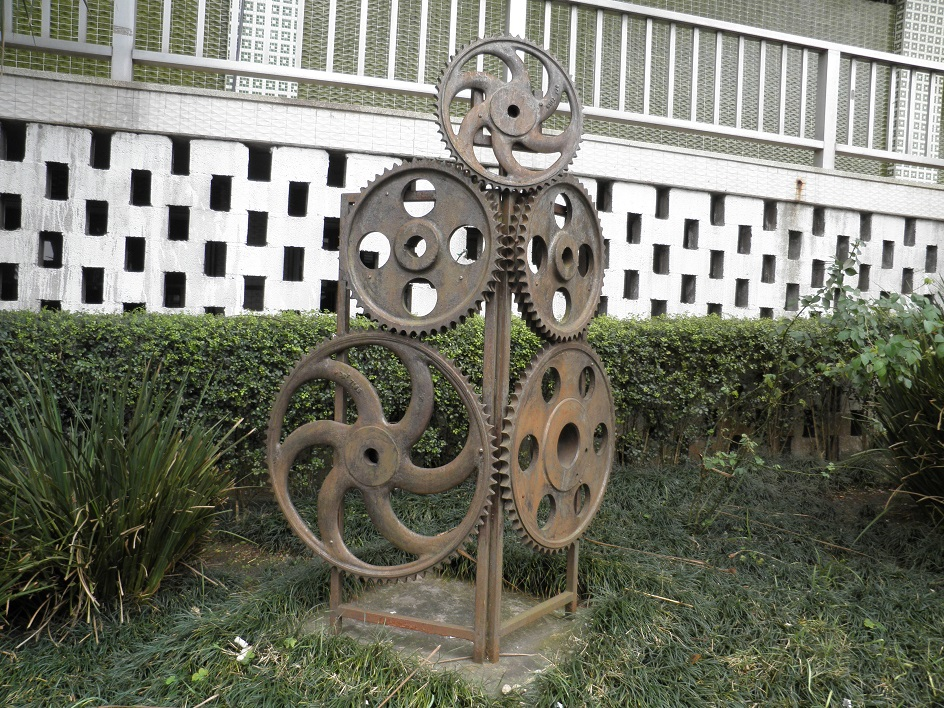
snapshot, São Paulo ABC District Metal Workers Union Building entrance side Gear Monument.

- 「2010年大統領選挙運動における与党労働者党（PT）の「ルラ主義」戦略の実情と今後のブラジル政局の展望」2010年度科研共同研究 (代表：村上勇介、京都大学地域研究統合情報センター)
- 「ブラジル、ルーラ政権与党と野党の構図―特に労働者党（PT）をめぐる政治勢力の展開」2009年度科研共同研究 (代表：村上勇介、京都大学地域研究統合情報センター)
- 「現代ブラジルにおける都市問題と政治の役割」科学研究費補助金　基盤研究(C) 2004 - 2006

## 教育
学校教育のための研究会への参加や教材・広報の製作協力。

### 研究発表

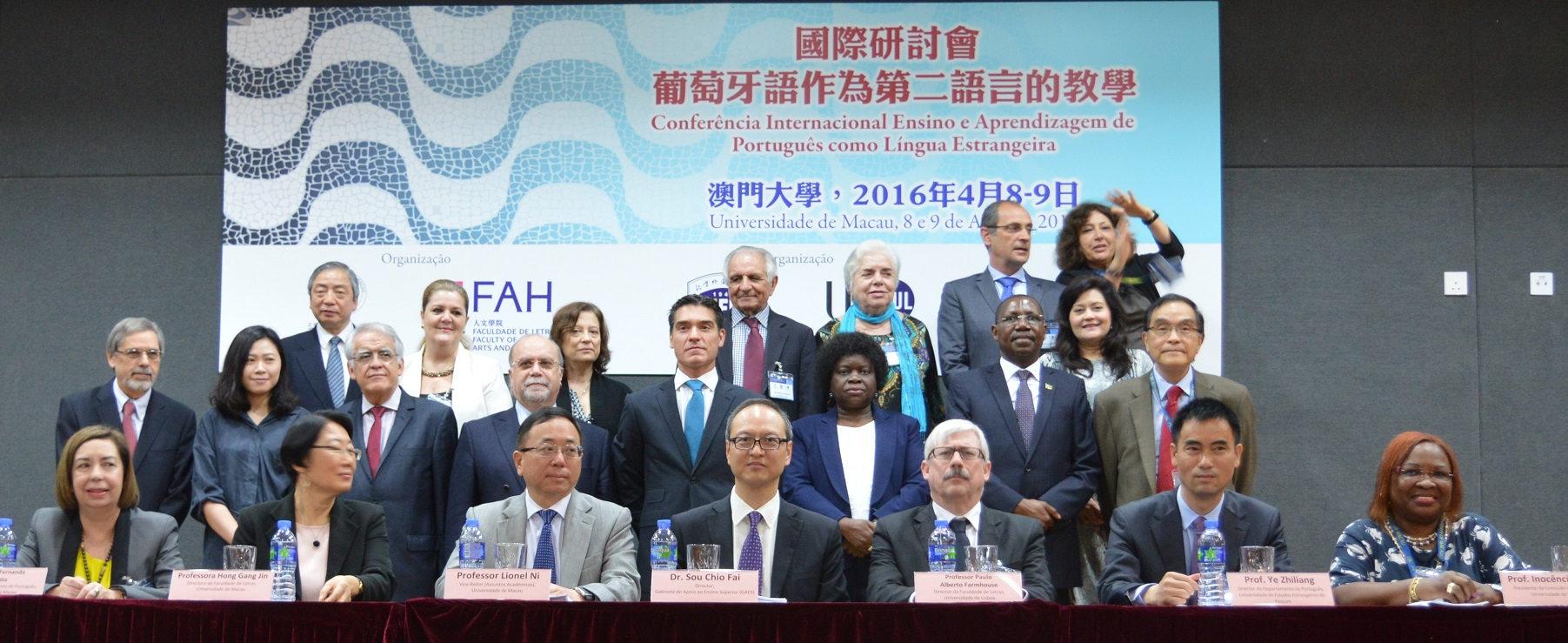
snapshot at the University of Macau International Conference, 2016.

- 「O ensino da língua portuguesa em Quioto(京都におけるポルトガル語教育)」INTERNATIONAL CONFERENCE: Teaching and Learning Portuguese as a Second Language: University of Macau, 8th-9th April (国際会議: 第二言語としてのポルトガル語の教育と学習 マカオ大学 4月8-9日)[22] マカオ大学 2016

### ポスターなど

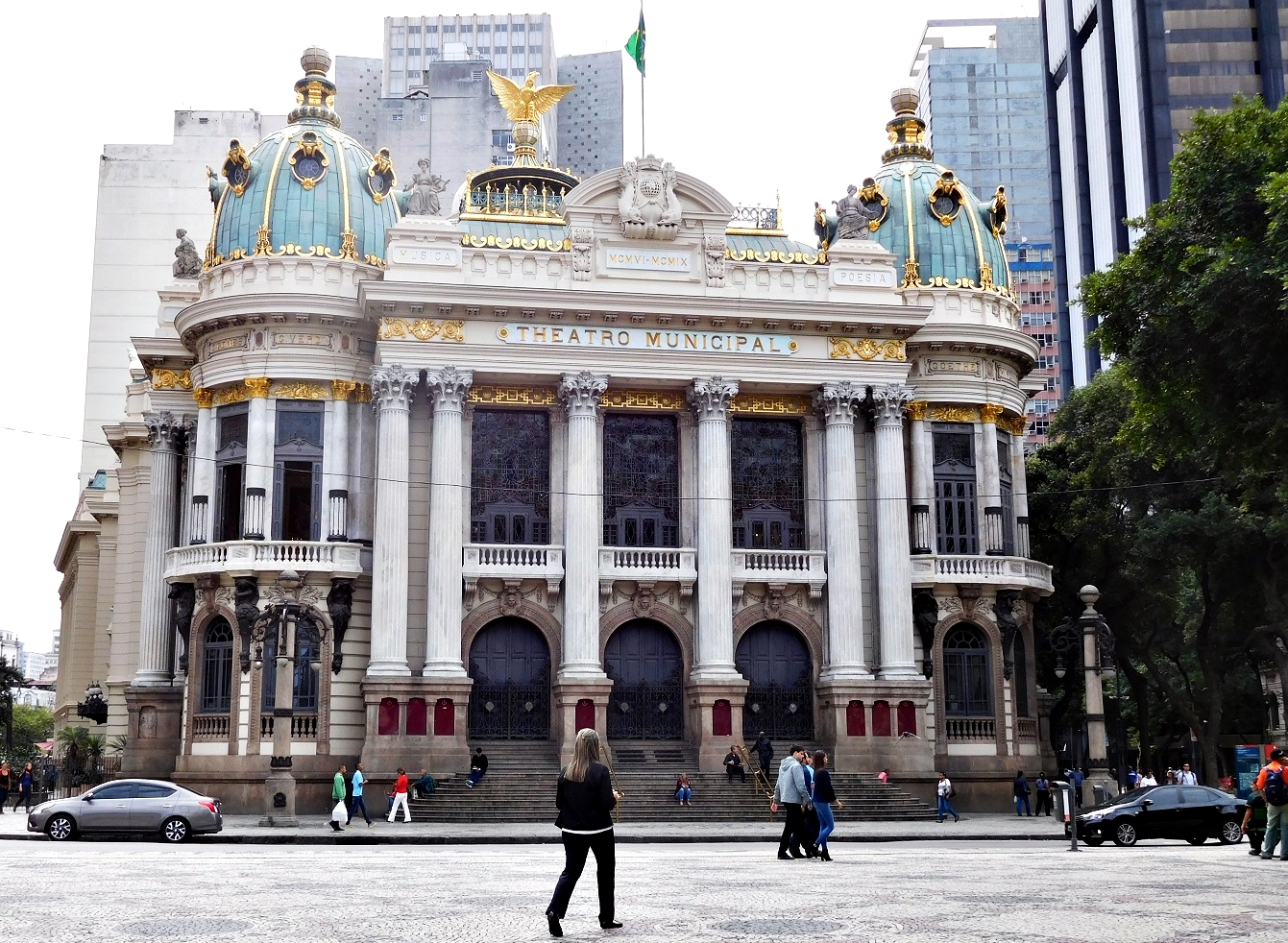
snapshot, Front view of the beautifully renovated Rio de Janeiro Teatro Municipal in the ancient city of Rio, 2016.

- (監修)「ブラジルの古都リオデジャネイロ―2016年夏季オリンピック大会開催で沸く都市の歴史―」「ブラジルの都市、リオデジャネイロの歴史」『図書館教育ニュース』1408号[23] 2016